# 우리의 의지에 반하여
《우리의 의지에 반하여 - 남성, 여성 그리고 강간의 역사》(Against Our Will: Men, Women and Rape)는 수전 브라운밀러가 강간에 대해 쓴 1975년 저서로, 저자는 강간이 "모든 남성이 모든 여성을 공포 상태에 두기 위한 의식적인 위협 과정"이라고 주장하였다.

## 개요
브라운밀러는 리하르트 폰 크라프트에빙, 지그문트 프로이트, 카를 마르크스, 프리드리히 엥겔스와 같은 저자들이 강간 주제에 대해 간과한 부분이 있다고 비판하였다. 그는 강간을 "모든 남성이 모든 여성을 공포 상태에 두기 위한 의식적인 위협 과정"으로 정의하였다. 그는 자신이 아는 한 어떤 동물학자도 동물들이 자연 서식지에서 강간하는 것을 관찰한 적이 없다고 기술하였다. 브라운밀러는 클린턴 더피 등이 논의한 바와 같이 강간당한 여성들이 그럴 만했다는 일반적인 믿음 체계를 검토하고자 하였다. 그는 전쟁에서의 강간을 논의하고, 여성의 강간 환상에 대한 프로이트적 개념에 도전하며, 이를 백인 남성들에 의한 아프리카계 미국인들의 집단 린치와 비교하였다. 이 비교는 린치가 한때 공동체에서 용인되었다가 태도가 바뀌고 법이 개정된 것처럼, 브라운밀러가 강간에 대해서도 같은 일이 일어나기를 바랐음을 보여주기 위해 사용되었다.

## 반응
《우리의 의지에 반하여》는 강간에 대한 대중의 시각과 태도를 바꾸는 데 기여했다고 평가받는다. 강간에 대한 법률 변화에 영향을 미친 것으로 인용되며, 여기에는 강간에 대한 증거 보강 증인을 요구하던 주 형법과 피고인 변호사가 법정에서 피해자의 이전 성 이력에 관한 증거를 제시하는 것을 허용했던 법률들이 포함된다. 메리 엘렌 게일은 《뉴욕 타임스 북 리뷰》에서 《우리의 의지에 반하여》가 "우리가 너무 오랫동안 회피해온 연결고리를 만들도록 강요하고, 우리가 알고 있는 것에 대해 느끼는 방식을 바꾸는 사회 문제에 관한 희귀한 책들 옆 서가에 자리할 만하다"고 썼다. 이 책은 뉴욕 공립도서관이 선정한 세기의 책들 중 "여성의 부상" 범주에 포함되었다. 비평가 크리스토퍼 레만하우프트는 《뉴욕 타임스》에서 대체로 긍정적인 서평을 내렸으며, 브라운밀러가 "방대한 정보를 다목적 도구로 조직화"하여 강간법 현대화 프로그램을 제시했다고 언급하면서도, 전쟁에서의 강간 다루기는 지나치게 상세하고 무감각하다고 보았다.
다른 이들은 이 작품에 대해 더욱 비판적인 견해를 취했다. 게이 학자 존 로리첸은 《우리의 의지에 반하여》를 "처음부터 끝까지 조잡한 작품으로, 우스꽝스럽게 부정확하고 반동적이며 부정직하고 저속하게 쓰여진 것"이라고 부르며 일축하였다. 앤절라 데이비스는 브라운밀러가 반린치 운동에서 흑인 여성들이 담당한 역할을 무시했으며, 브라운밀러의 강간과 인종에 대한 논의가 "인종주의와 경계를 접하는 무사려한 동반 관계"가 되었다고 주장하였다. 강간범들의 동기에 대한 브라운밀러의 결론은 인류학자 도널드 시몬스가 《인간 성행위의 진화》(1979년)에서, 그리고 랜디 손힐과 크레이그 T. 팔머가 《강간의 자연사》(2000년)에서 비판하였다. 역사학자 피터 게이는 《우리의 의지에 반하여》가 "(정당하게) 분개한" 페미니스트 강간 논의들 중에서 "자랑스러운 자리를 차지할 만하다"고 썼지만, 지그문트 프로이트에 대한 브라운밀러의 다루기는 불공정하다고 보았다.
비평가 카밀 파글리아는 《우리의 의지에 반하여》를 선의를 가진 것이라고 했으나 "극단적인 감정 상태나 행위를 이해하는 데 있어서 백인 중산층 가정의 한계"를 보여주는 예라며 일축하였다. 행동생태학자 존 앨콕은 브라운밀러가 어떤 동물학자도 동물들이 자연 서식지에서 강간하는 것을 관찰한 적이 없다고 주장했지만, 1975년에 이미 동물들 사이의 강제 교미에 대한 "충분한 증거"가 있었고, 그 이후로도 더 많은 증거가 축적되었다고 썼다.
2015년 《타임》지는 이 논제를 "놀라운" 것이라고 묘사하며, 《우리의 의지에 반하여》를 "여성에 대한 남성의 잔혹함에 대한 설득력 있고 경외로운 묘사"라고 불렀다.